# Championnat d'Europe de patinage artistique 1913
Navigation
Édition précédente Édition suivante
Le championnat d'Europe de patinage artistique 1913 a lieu du 1er au 2 février 1913 à Christiania en Norvège.
Le suédois Ulrich Salchow remporte son 9e titre européen, record qui n'a jamais été égalé jusqu'à présent.

## Podium
| Épreuves                      | Or             | Argent       | Bronze      |
| ----------------------------- | -------------- | ------------ | ----------- |
| Messieurs résultats détaillés | Ulrich Salchow | Andor Szende | Willy Böckl |

## Tableau des médailles
| Rang  | Nation   | Or | Argent | Bronze | Total |
| ----- | -------- | -- | ------ | ------ | ----- |
| 1     | Suède    | 1  | 0      | 0      | 1     |
| 2     | Hongrie  | 0  | 1      | 0      | 1     |
| 3     | Autriche | 0  | 0      | 1      | 1     |
| Total | Total    | 1  | 1      | 1      | 3     |

## Détails de la compétition Messieurs
| Rang | Nom               | Nation   | Places | Points | Fig. impo. | Prog. libre |
| ---- | ----------------- | -------- | ------ | ------ | ---------- | ----------- |
| 1    | Ulrich Salchow    | Suède    | 12     |        |            |             |
| 2    | Andor Szende      | Hongrie  | 14     |        |            |             |
| 3    | Willy Böckl       | Autriche | 19     |        |            |             |
| 4    | Harald Rooth      | Suède    | 19     |        |            |             |
| 5    | Richard Johansson | Suède    | 22     |        |            |             |
| 6    | Martin Stixrud    | Norvège  | 25     |        |            |             |
| 7    | Alexander Krogh   | Norvège  | 29     |        |            |             |